# Fiat 1500 GT
La Fiat Ghia 1500 GT est une voiture de type coupé dessinée par un des maîtres du design italien, Ghia et produite par le constructeur italien OSI de 1962 à 1966.

## Historique
Au cours de la seconde moitié des années 1950, le géant de Turin décide de rajeunir son cabriolet 1200 Trasformabile et confie l'étude de la carrosserie à Pininfarina qui réalise un coupé et un spider aux lignes classiques mais élégantes et correspondant bien au goût européen de l'époque. Bien que le nom commercial officiel soit « Fiat 1200 Cabriolet », la nouvelle voiture était bel et bien un véritable spider 2 places.
En 1961, en liaison avec le lancement de la nouvelle gamme des Fiat 1300/1500 Berlines, la 1200 Cabriolet subira une refonte pour devenir la Fiat 1500 Coupé et cabriolet Pininfarina. Le nouveau moteur de 1 481 cm3 développant 72 ch de la berline, équipe le modèle. Deux  ans après la mise sur le marché de la berline 1500, Fiat présente, en 1963, une version équipée du moteur à deux arbres à cames O.S.C.A. de 1 491 cm3 développant 90 ch, c'est la puissante 1500 S Cabriolet. 
Lors du Salon de l'automobile de Turin en novembre 1962, Ghia présente sur son stand sa propre version de la Fiat 1500 Coupé, la Ghia 1500 GT. Cette version coupé repose sur la plateforme de la Fiat 1500 berline raccourcie avec un empattement de 234,5 cm au lieu de 242 cm. Le train avant comporte le fameux tube  Gilco. La calandre caractéristique Ghia rappelle les autres projets du carrossiers. Une fois le projet validé par la direction de Fiat, la voiture est commercialisée au début sous le nom Fiat 1500 GT puis, à partir de 1964, Ghia 1500 GT. 
Durant les six années de commercialisation, 846 exemplaires ont été fabriqués. Le prix de chaque modèle était assez élevé en raison du niveau qualitatif de la finition, digne d'une GT de grande marque sportive. ('NDR : certains documents allemands affirment que 925 exemplaires auraient été fabriqués par le constructeur italien OSI, filiale de Ghia.)
Ces voitures, Pininfarina et Ghia remportèrent de nombreux prix pour leur classe et leur mécanique raffinée, furent remplacées en 1966 par les versions « Sport Coupé » et « Sport Spider » de la gamme Fiat 124.